# Es muß nicht immer Kaviar sein (Roman)
Es muß nicht immer Kaviar sein ist ein 1960 veröffentlichter Roman des österreichischen Schriftstellers Johannes Mario Simmel. Das Werk trägt den Untertitel Die tolldreisten Abenteuer und auserlesenen Kochrezepte des Geheimagenten wider Willen Thomas Lieven.

## Inhalt
Das Buch handelt von dem deutschen Bankier Thomas Lieven, der im Zweiten Weltkrieg und im nachfolgenden Kalten Krieg versucht, sich den Geheimdiensten der Beteiligten zu entziehen. Es beginnt damit, dass Lieven, der zu dieser Zeit in London lebt, im Jahr 1939 nach Deutschland reisen muss, was ihm sehr zuwider ist. Dort wird er von der Gestapo verhaftet.
Die einzige Möglichkeit freizukommen ist, als Agent für die Abwehr zu arbeiten. Er willigt zum Schein ein, nur um Deutschland verlassen zu können. Wieder in London angekommen, will ihn der britische Geheimdienst nicht ins Land lassen – es ist bekannt, dass Lieven nun deutscher Agent ist – es sei denn, er arbeite als Doppelagent für England. Diesmal willigt er nicht ein und setzt sich nach Frankreich ab. Doch auch dort wird er angeworben, ergibt sich seinem Schicksal und wird Agent des Deuxième Bureau.
Im Laufe der Romanhandlung wechselt er weiter von einem Geheimdienst zum nächsten, wobei er stets darauf bedacht ist, so viele Menschenleben wie nur möglich zu retten. Dabei reist er durch ganz Europa, von Frankreich nach Spanien und Portugal und kurz nach Italien, dann wieder nach Deutschland. Auf seinen Reisen oder Abenteuern, wie sie der Autor im Buch nennt, lernt er verschiedene Frauen kennen, die er stets mit einem köstlichen Essen verführt. Allerdings entschärft er auch andere heikle Situationen mit Hilfe seiner ausgezeichneten Kochkünste, deren Rezepte tatsächlich im Buch enthalten sind. Im Laufe der Handlung trifft er verschiedene Persönlichkeiten wie Jacques Cousteau, Josephine Baker, Wilhelm Canaris, Heinrich Himmler und J. Edgar Hoover. Dieser kann ihn zu einem letzten Auftrag, der Ergreifung des sowjetischen Spions Abel, überreden. Thomas willigt ein, unter der Bedingung, dass er nach dieser Mission „endlich sterben“ darf. Nachdem es ihm gelungen ist, Abel zu überführen, wird Thomas’ Tod inszeniert und er kann endlich in Frieden leben.

## Die Hauptperson
Die Hauptperson ist ein deutscher Bankier namens Thomas Lieven, der in London lebt und arbeitet. Er ist außerordentlich intelligent, attraktiv und spricht akzentfrei Englisch, Französisch und  Deutsch, was ihm im Laufe des Buches als Geheimagent sehr nützlich sein wird. Zum Problem für sämtliche Militärs und Geheimdienste wird allerdings, dass er überzeugter Pazifist ist und seine Intelligenz für die Verfolgung seiner eigenen Ziele einsetzt.
Außerdem hat er ein Faible für Frauen und das Kochen. Von den im Roman verwendeten Rezepten ist ein eigenes Kochbuch erschienen.

## Rezepte
Rezepte u. a. zu folgenden Gerichten werden in dem Buch beschrieben:
- Gefüllter Staudensellerie
- Kaviar im Schlafrock
- Königsberger Klopse
- Schweineschinken in Rotwein mit Selleriesalat
- Truthahn mit Trüffelfarce
- Verzaubertes Corned Beef
- Warme Lachsbrötchen
- Bœuf Stroganoff

## Verfilmungen
Vom Roman gibt es zwei Kinofilme und eine Fernsehserie. In den Kinofilmen, die sich nur lose an die Romanvorlage hielten, spielte O. W. Fischer die Hauptrolle des Thomas Lieven, in der 13-teiligen Fernsehserie Siegfried Rauch. Beide Kino-Filme sind als VHS-Video und DVD erschienen, die Fernsehserie als DVD.
- Es muß nicht immer Kaviar sein (1961), Musik: Rolf A. Wilhelm
- Diesmal muß es Kaviar sein (1961), Musik: Rolf A. Wilhelm
- Es muß nicht immer Kaviar sein (1977) Fernsehserie, Musik: Martin Böttcher

1. Folge: Wie alles begann, Erstsendung 11. Mai 1977, vorgestelltes Rezept: Champagnerkraut
2. Folge: Französische Küche, Erstsendung 25. Mai 1977, vorgestelltes Rezept: Topfenpalatschinken
3. Folge: Wenn die Eisbären flügge werden, Erstsendung 8. Juni 1977, vorgestelltes Rezept: Rumänischer Zwiebelsalat
4. Folge: Ich heiße Mabel, Erstsendung 22. Juni 1977, vorgestelltes Rezept: Eintopf aus Bohnen und Gänsekeulen
5. Folge: Tote kann man nicht erschießen, Erstsendung: 6. Juli 1977, vorgestelltes Rezept: Amerikanisches Chop Suey
6. Folge: Planquadrat 135 Z, Erstsendung 20. Juli 1977, vorgestelltes Rezept: Gefülltes Rebhuhn
7. Folge: Shakespeare lässt bitten, Erstsendung: 3. August 1977, vorgestelltes Rezept: Bratkartoffeln
8. Folge: Lazarus, Erstsendung 17. August 1977, vorgestelltes Rezept: Matelote (Elsässischer Fischeintopf)
9. Folge: Chantal, Erstsendung 31. August 1977, vorgestelltes Rezept: Bigos
10. Folge: Die ganz feine Tour, Erstsendung 14. September 1977, vorgestelltes Rezept: Chili con carne
11. Folge: Nummer Sieben, Erstsendung 28. September 1977, vorgestelltes Rezept: Schweizer Schweinsplätzli
12. Folge: Nachtigall 17 ruft, Erstsendung 12. Oktober 1977, vorgestelltes Rezept: Rumpsteak
13. Folge: Schwarzmarktgeschäfte, Erstsendung 19. Oktober 1977 vorgestelltes Rezept: Beef Tatar mit Kaviar

## Ausgaben
- Johannes Mario Simmel: Es muß nicht immer Kaviar sein. Die tolldreisten Abenteuer und auserlesenen Koch-Rezepte des Geheimagenten wider Willen Thomas Lieven. Zürich: Schweizer Druck- und Verlags-Haus, 1960, 602 S.
- Johannes Mario Simmel: Es muß nicht immer Kaviar sein. Droemer Knaur, ISBN 978-3-426-62000-7
- Johannes Mario Simmel: Es muß nicht immer Kaviar sein. Die tolldreisten Abenteuer und auserlesenen Koch-Rezepte des Geheimagenten wider Willen Thomas Lieven. ISBN 3-7263-6561-3
- Johannes Mario Simmel: Es muss nicht immer Kaviar sein. Die tollkühnen Abenteuer und auserlesenen Kochrezepte des Geheimagenten wider Willen Thomas Lieven. ISBN 3-4266-2358-7
- Johannes Mario Simmel: Es muß nicht immer Kaviar sein. (Jubiläumsausgabe zum 100. Geburtstag mit einem Nachwort von Hannes Hintermeier, FAZ) Droemer Knaur, ISBN 978-3-426-44901-1

## Hörbuch
Der Titel erschien auch als Hörbuch in ungekürzter Fassung, gesprochen von Klaus Zwick. ISBN 978-3-865-38496-6